# St. Johannis (Iber)

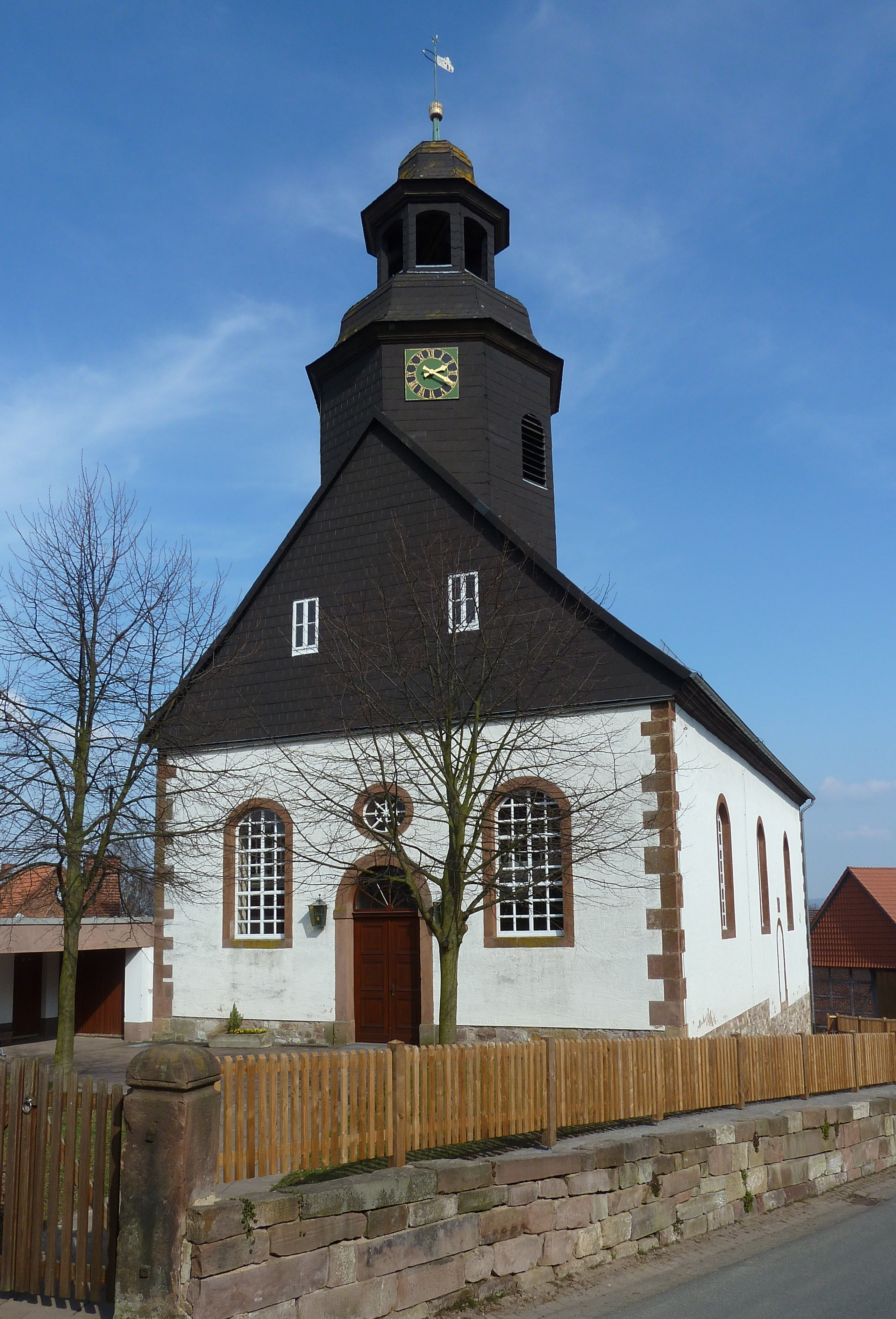
St. Johannis

Die evangelisch-lutherische Kirche St. Johannis steht in Iber, einer Ortschaft der Stadt Einbeck im Landkreis Northeim in Niedersachsen. Die Kirche gehört zur Kirchengemeinde Iber-Odagsen im Kirchenkreis Leine-Solling im Sprengel Hildesheim-Göttingen der Evangelisch-lutherischen Landeskirche Hannovers.

## Beschreibung
Die Saalkirche wurde 1717 erbaut, wie die Inschrift am Schlussstein des Portals im Westen bezeugt. Gegründet wurde das Gotteshaus von den Herren zu Iber. Sie übertrugen späterhin das Partronat an die Dompropstei des St. Alexanderstiftes in Einbeck. Das aus Bruchsteinen gebaute Kirchenschiff ist verputzt, abgesehen von den Ecksteinen und den Laibungen des Portals und der Fenster aus Buntsandstein. Aus dem Satteldach, das im Osten einen Krüppelwalm hat, erhebt sich im Westen ein achtseitiger, schiefergedeckter Dachreiter, der den Glockenstuhl und die Turmuhr beherbergt. Er ist bedeckt mit einer glockenförmigen Haube, auf der eine offene Laterne sitzt. Nach Johannes Letzner zersprang die große Glocke, erbaut 1259, im Jahre 1592. Noch im selben Jahr wurde von Friedrich Bielfeld eine neue gegossen.